# Cryptobatrachus pedroruizi
Cryptobatrachus pedroruizi är en groddjursart som beskrevs av Lynch 2008. Cryptobatrachus pedroruizi ingår i släktet Cryptobatrachus och familjen Hemiphractidae. Inga underarter finns listade i Catalogue of Life.